# Isten, áldd meg a magyart
Isten, áldd meg a magyart és l'himne nacional d'Hongria. Adoptat el 1844, la música és de Ferenc Erkel escrita en 1840 sobre un poema de Ferenc Kölcsey. Tot i tenir vuit estrofes normalment només se'n canta la primera.

## Original de la primera estrofa enhongarès
Isten, áldd meg a magyart

Jó kedvvel, bőséggel,

Nyújts feléje védő kart,

Ha küzd ellenséggel;

Bal sors akit régen tép,

Hozz rá víg esztendőt,

Megbűnhődte már e nép

A múltat s jövendőt!

## Traducció alcatalà
Beneeix l'Hongarès, Senyor,

que l'abundància sia amb ell;

que trobi el teu braç protector 

quan s'enfronti a l'enemic;

que deixi enrere el seu advers destí,

i vegi el seu blat a la fi madur 

aquest poble que ja ha pagat 

pel seu passat i el seu futur.